# Ephippiochthonius sardous
Espèce
Synonymes
- Chthonius sardous Gardini, 2008

Ephippiochthonius sardous est une espèce de pseudoscorpions de la famille des Chthoniidae.

## Distribution
Cette espèce est endémique de Sardaigne en Italie. Elle se rencontre dans la grotte Grotta Rolfo à Domusnovas et dans la grotte Grotta del Cancello à Iglesias.

## Description
Le mâle holotype mesure 2,4 mm et la femelle paratype 2,7 mm.

## Étymologie
Son nom d'espèce lui a été donné en référence au lieu de sa découverte, la Sardaigne.

## Publication originale
- Gardini, 2008 : Italian Pseudoscorpions XLII. Sardinian cavernicolous Chthoniidae (Pseudoscorpiones). Memorie della Societa Entomologica Italiana, vol. 87, p. 3-31 (texte intégral).